# ستيفن باتلر
ستيفن باتلر (بالإنجليزية: Stephen Butler)‏ هو لاعب دوري الرغبي أسترالي، ولد في 1954.